# Kanadas försvarsmakt
Kanadas försvarsmakt, (engelska: Canadian Armed Forces, franska: Forces armées canadiennes), utgör Kanadas militära försvar, vilket framgår av National Defence Act.
Försvarsmakten skapades den 1 februari 1968 genom sammanslagning av Kanadas armé, Kanadas flotta och Kanadas flygvapen.

## Personal
Personalen kan tillhöra antingen den reguljära styrkan eller reservstyrkan, som har fyra underkomponenter: den primära reserven, den kompletterande reserven, kadettorganisationernas administration och utbildningstjänst och de kanadensiska Rangers. Enligt National Defense Act är de Kanadas försvarsmakt en enhet som är separat och skild från Department of Nationella försvarsdepartementet (den federala regeringsavdelningen som ansvarar för administration och utformning av försvarspolitiken), som också finns som civilt stödsystem för de väpnade styrkorna. Den nuvarande styrkan består av 71 500 ordinarie medlemmar och 30 000 reservmedlemmar. Antalet tillsatta tjänster är lägre än den tillåtna styrkan.

## Överbefälhavare
Överbefälhavaren för Kanadas försvarsmakt är konstitutionellt förlagd till monarken, Charles III, som representeras av Kanadas generalguvernör (eller Administrator of the Government of Canada). Den professionella chefen för organisationen är chefen för försvarsstaben, som under ledning av ministern för nationellt försvar och tillsammans med hjälp av Armed Forces Council, leder den kanadensiska försvarsmaktens verksamhet.

## Efter sammanslagningen av försvarsgrenarna
I Kanadas försvarsmakt ingår från 1 februari 1968 Kanadas flotta, Kanadas armé och Kanadas flygvapen, som då slogs samman till en enhetlig struktur och ersattes av elementära kommandon, kända som Air Command, Land Force och Maritime Command. Den 16 augusti 2011 återfördes namnen för de tre elementära kommandona till deras historiska föregångare, även om den enhetliga strukturen för Kanadas försvarsmakt bibehölls.

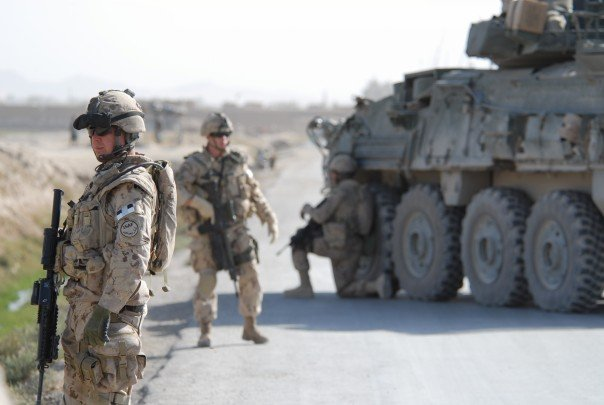
Soldater från The Canadian Grenadier Guards i Afghanistan. De kanadensiska styrkorna var i Afghanistan som en del av den Natoledda International Security Assistance Force fram till 2011.

Utplaceringen av landstyrkor under denna period har varit kanadensiska nödsituationer, Natos insatser i Europa, fredsbevarande operationer inom FN-sanktionerade konflikter och stridsuppdrag. Styrkorna var utplacerade i Afghanistan fram till 2011, under den Nato-ledda United Nations International Security Assistance Force (ISAF), på begäran av Afghanistans regering.
Kanadas försvarsmakt finansieras med cirka 26 miljarder dollar årligen och är för närvarande rankade på 74:e plats i storlek jämfört med världens andra väpnade styrkor efter totalt antal personal, och 50:e när det gäller aktiv personal, med en styrka på ungefär 68 000, plus 27 000 reservister, vilket ger den totala styrkan till cirka 95 000. Dessa soldater tjänstgör i många kanadensiska militärbaser belägna i alla regioner i landet, och styrs av Queen's Regulations and Orders och National Defense Act.

## Kvinnornas roll i försvarsmakten
På 1950-talet var rekryteringen av kvinnor öppen för roller inom medicin, kommunikation, logistik och administration. Kvinnornas roll i Kanadas försvarsmakt (CAF) började utökas 1971, efter att försvarsdepartementet granskat rekommendationerna från Royal Commission on the Status of Women, då den lyfte taket på högst 1 500 kvinnliga anställda och gradvis utökade anställningsmöjligheterna till icke-traditionella områden – fordonsförare och mekaniker, flygplansmekaniker, flygledare, militärpoliser och brandmän.

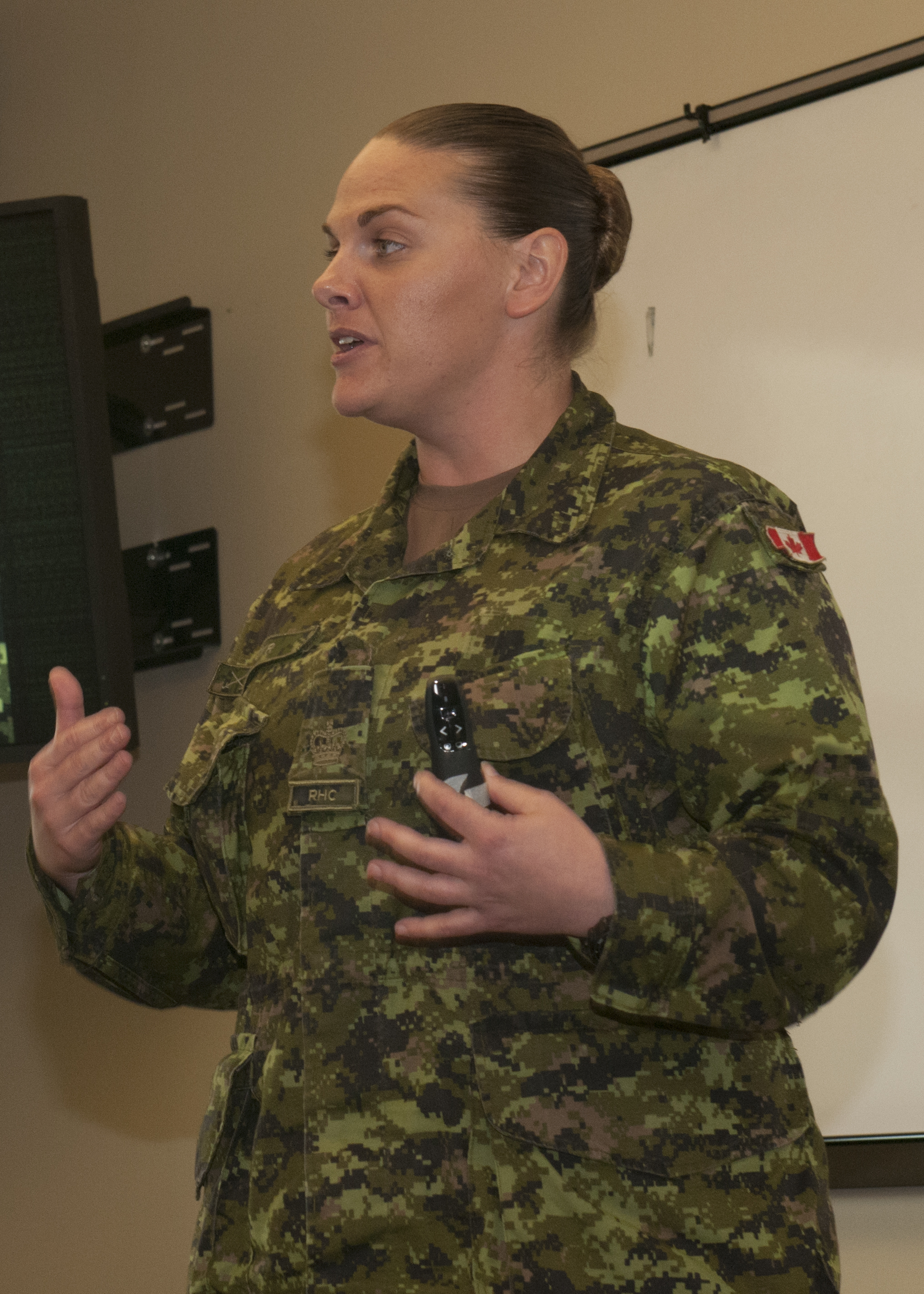
En medlem av CAF informerar Vermont Army National Guards soldater om integrationen av kvinnor i de militära styrkorna.

Departementet granskade ytterligare personalpolitiken 1978 och 1985, efter att parlamentet antagit Canadian Human Rights Act och Canadian Charter of Rights and Freedoms. Som ett resultat av dessa översyner ändrade departementet sin policy för att tillåta kvinnor att tjänstgöra till sjöss i påfyllningsfartyg och i dykningar, med arméns tjänstebataljoner, i militärpolisplutoner och fältambulansenheter samt i de flesta flygskvadroner.
År 1987 var alla sysselsättningar där syftet var förberedelse för direkt inblandning i strider på marken eller till sjöss fortfarande stängda för kvinnor: infanteri, pansartrupper, fältartilleri, luftvärnsartilleri, ingenjörstrupper och sjöstridskrafter. Den 5 februari 1987 skapade försvarsministern en enhet som skulle studera effekterna av att anställa både män och kvinnor i stridande förband. Dessa försök kallades Combat Related Employment of Women (Stridsrelaterad sysselsättning av kvinnor).
Alla militära yrken var öppna för kvinnor 1989, med undantag för ubåtstjänst, som öppnade 2000. Under hela 1990-talet ökade introduktionen av kvinnor i stridande enheter och därmed ökade möjligheten att rekrytera stridande personal med cirka 100 procent. Kvinnor blev helt integrerade i alla yrken och roller av Jean Chrétiens regering, och från och med den 8 mars 2000 fick de till och med tjänstgöra på ubåtar.
All utrustning måste vara lämplig för anställda av båda könen. Hjälmar, ryggsäckar, stövlar och jackor är designade för att kvinnor ska få samma skydd och bekvämlighet som sina manliga kollegor. Kvinnors uniformer liknar mansuniformer, men överensstämmer med den kvinnliga figuren och är funktionella och praktiska. Kvinnor ges också ekonomisk ersättning för köp av bhar.
År 2019 rapporterade National Post-krönikören Christie Blatchford, enligt en anonym källa, att CAF hade uppfyllt mål för jämställdhet för interna jobbannonser genom att i hemlighet avslå ansökningar från vita män och genom att inte kräva att kandidater från ursprungsfolk skulle skriva eller bli godkända i Canadian Forces Aptitude Test. Emellertid sade brigadgeneral Virginia Tattersall (befälhavare Canadian Forces Recruiting Group [CFRG]) "Det finns inga yrken som vi begränsar på grund av kön", även om "mångfald är ett övervägande" och nära slutet under rekryteringsåret, "Vi kommer att titta på mångfaldssökande först."
I mars 2021 avgick överstelöjtnant Eleanor Taylor med hänvisning till sexuellt ofredande bland stabsofficerare. Sedan dess har CAF varit under press på grund av anklagelser om sexuellt ofredande. Den tidigare domaren Louise Arbour, som fick i uppdrag att leda en utredning av militära trakasserier och anklagelser om sexuella orättvisor i CAF 2021, utfärdade 48 rekommendationer för att förändra CAF:s kultur. Hon sade att hon inte såg någon grund för CAF att behålla jurisdiktionen över sexualbrott, eftersom det inte har förbättrat effektiviteten, disciplinen eller moralen.

### Fotnoter
1. ↑  ”The World Factbook > Canada > Military”. Central Intelligence Agency. 18 december 2008. Arkiverad från originalet den 30 april 2019. https://web.archive.org/web/20190430234227/https://www.cia.gov/library/publications/the-world-factbook/geos/ca.html#Military. Läst 19 januari 2009.
2. ↑  ”Recruiting and Retention in the Canadian Forces > Canada > Military”. Department of National Defence. 31 december 2009. Arkiverad från originalet den 15 oktober 2011. https://web.archive.org/web/20111015182546/http://www.forces.gc.ca/site/news-nouvelles/news-nouvelles-eng.asp?id=3792. Läst 31 december 2009.
3. ↑  Canadian Defence Review Canada's 2011 Top 50 Defence Companies Arkiverad 31 mars 2012 hämtat från the Wayback Machine.. Retrieved on: 15 December 2011
4. ↑   Canadian Defence Review Canada's 2011 Top 50 Defence Companies Arkiverad 31 mars 2012 hämtat från the Wayback Machine.. Retrieved on: 28 August 2011
5. 1 2  Elizabeth II (1985). National Defence Act. II.14. Ottawa: Queen's Printer for Canada. Arkiverad från originalet den 30 november 2009. https://web.archive.org/web/20091130104437/http://www.canlii.org/en/ca/laws/stat/rsc-1985-c-n-5/latest/rsc-1985-c-n-5.html. Läst 20 januari 2009 Arkiverad 30 november 2009 hämtat från the Wayback Machine.
6. ↑  ”Frequently Asked Questions – What is the relationship between DND and the CAF?” (på engelska). Department of National Defence. 27 juli 2013. Arkiverad från originalet den 7 november 2016. https://web.archive.org/web/20161107055549/http://www.forces.gc.ca/en/about/faq.page#q7. Läst 15 juli 2022.
7. ↑  ”About the Canadian Armed Forces” (på engelska). Her Majesty the Queen in Right of Canada. 27 juli 2013. Arkiverad från originalet den 17 mars 2015. https://web.archive.org/web/20150317004607/http://forces.gc.ca/en/about/canadian-armed-forces.page. Läst 15 juli 2022.
8. ↑  ”About the Department of National Defence and the Canadian Armed Forces – National Defence Act” (på engelska). Her Majesty the Queen in Right of Canada. 23 maj 2013. Arkiverad från originalet den 15 februari 2023. https://web.archive.org/web/20230215004216/http://www.forces.gc.ca/en/about-us.page. Läst 15 juli 2022.
9. ↑  Government of Canada, National Defence (19 februari 2013). ”About | National Defence | Canadian Forces” (på engelska). forces.gc.ca. Arkiverad från originalet den 15 februari 2023. https://web.archive.org/web/20230215004216/http://www.forces.gc.ca/en/about-us.page. Läst 15 juli 2022.
10. ↑   (på engelska) Constitution Act, 1867. III.15. Westminster: Queen's Printer. 29 mars 1867. http://www.solon.org/Constitutions/Canada/English/ca_1867.html. Läst 15 juli 2022
11. ↑  Lagassé, Philippe (december 2013). ”The Crown's Powers of Command-in Chief: Interpreting Section 15 of Canada's Constitution Act, 1867” (på engelska). Review of Constitutional Studies. Arkiverad från originalet den 4 mars 2016. https://web.archive.org/web/20160304185526/http://ualawccsprod.srv.ualberta.ca/ccs/images/03_Lagass.pdf. Läst 15 juli 2022.
12. ↑  ”Governor General of Canada > Commander-in-Chief” (på engelska). Rideau Hall. Arkiverad från originalet den 1 december 2007. https://wayback.archive-it.org/all/20071201202301/http://www.gg.ca/gg/rr/cc/index_e.asp. Läst 15 juli 2022.
13. ↑  Gilmour, Sarah (17 maj 2006). ”Navy celebrates 96 years” (på engelska). The Maple Leaf 9:  sid. 10. Arkiverad från originalet den 6 februari 2009. https://web.archive.org/web/20090206081112/http://www.forces.gc.ca/site/community/MapleLeaf/vol_9/vol9_19/919_10.pdf. Läst 15 juli 2022.
14. ↑  ”Canadian armed forces to be 'royal' once again” (på engelska). 16 augusti 2011. https://www.bbc.co.uk/news/world-us-canada-14546579. Läst 15 juli 2022.
15. ↑  ”National Defence Act” (på engelska). Government of Canada. http://laws-lois.justice.gc.ca/eng/acts/N-5/page-3.html#h-12. Läst 15 juli 2022.
16. ↑  ”Supplementary Estimates (A), 2022-23” (på engelska). Government of Canada. https://www.canada.ca/en/treasury-board-secretariat/services/planned-government-spending/supplementary-estimates/supplementary-estimates-a-2022-23.html. Läst 15 juli 2022.
17. ↑  Defence, Government of Canada, National (21 juni 2013). ”Frequently Asked Questions | National Defence | Canadian Armed Forces, Question #12” (på engelska). forces.gc.ca. Arkiverad från originalet den 7 november 2016. https://web.archive.org/web/20161107055549/http://www.forces.gc.ca/en/about/faq.page. Läst 15 juli 2022.
18. ↑  Canada, Veterans Affairs (8 augusti 2019). ”Canada Remembers Women in the Canadian Military - Women and War - Remembering those who served - Remembrance - Veterans Affairs Canada” (på engelska). www.veterans.gc.ca. https://www.veterans.gc.ca/eng/remembrance/those-who-served/women-veterans/military. Läst 16 juli 2022.
19. ↑  ”Women in the Canadian Armed Forces” (på engelska). Canadian Armed Forces. https://forces.ca/en/women-in-the-caf/. Läst 16 juli 2025.
20. ↑  Bisson, Derek, J. W.. ”The Ethical Issues of Combat Related Employment of Women” (på engelska). https://cgsc.contentdm.oclc.org/digital/api/collection/p15040coll2/id/1751/download. Läst 16 juli 2022.
21. ↑  Government of Canada, National Defence (6 mars 2014). ”Backgrounder | Women in the Canadian Armed Forces” (på engelska). forces.gc.ca. Arkiverad från originalet den 11 november 2020. https://web.archive.org/web/20201111213932/http://www.forces.gc.ca/en/news/article.page?doc=women-in-the-canadian-armed-forces%2Fhie8w7rm. Läst 16 juli 2022.
22. ↑  ”On guard for thee: serving in the Canadian Armed Forces” (på engelska). Statistics Canada. 13 juli 2022. https://www150.statcan.gc.ca/n1/daily-quotidien/220713/dq220713c-eng.htm. Läst 16 juli 2022.
23. ↑  ”Kit list for basic training” (på engelska). Government of Canada. https://www.canada.ca/en/department-national-defence/services/benefits-military/education-training/basic-training/kit-list.html. Läst 16 juli 2022.
24. ↑  Blatchford, Christie (22 april 2019).  (på engelska)National Post. https://nationalpost.com/news/canada/the-canadian-forces-jobs-where-only-women-need-apply. Läst 16 juli 2022.
25. ↑  Canada: top female soldier quits over military's failures on sexual misconduct The Guardian, 2021. Läst 16 juli 2022
26. ↑  Shakil, Ismail. ”Sex crime allegations in Canadian military should be investigated externally, report says” (på engelska). https://www.reuters.com/world/americas/sex-crime-allegations-canadian-military-should-be-investigated-externally-report-2022-05-30/. Läst 16 juli 2022.